# Júda (Biblia)
Júda nem összetévesztendő Júdeával.
Júda  (héberül: יְהוּדָה) bibliai személy, Jákob és Lea negyedik fia. Júda és testvéreinek az életét az ószövetségi Teremtés könyve meséli el. (Mózes I. könyve 29-50. rész). Valószínűleg Kr. e 1760 - Kr. e. 1630 közötti időszakban élhetett.
Ő volt az, aki többek közt megmentette féltestvére, József életét.
Júda egy kánaánita asszonyt vett feleségül, és összesen öt fia született a Biblia említése szerint: Hér, Ónán, Séla, Perec, Zerákh
Jákob a halálos ágyán neki adta az elsőszülött fiúnak járó áldást, bár nem ő volt az elsőszülött, Rúben a bűne miatt nem kapta, Simeon és Lévi
pedig az általuk alkalmazott erőszak miatt nem.

## Júda családja
Júda kánaánita Súa lányát vette feleségül, akitől három fia született: Hér, Ónán és Séla. Legidősebb fia egy Támár nevű nőt vett feleségül, de utód nélkül halt meg. Aztán a második fiú, Ónán vette magához az asszonyt, ám ő is utód nélkül hunyt el. Ekkor Júda azt mondta Támárnak:
1 Móz 38:11 „Légy özvegyen apád házában, amíg Séla fiam fel nem nő.”
Egy idő után aztán meghalt Súa lánya, Júda felesége. A férfi felment Támnába, s amikor menye megtudta, parázna személynek öltözött.
1 Móz 38:16 Odament tehát hozzá, és azt mondta: „Engedd meg, hogy lefeküdjek veled!” Nem tudta ugyanis, hogy a menye.
Fizetségül Júda egy kecskegidát ígért neki.
1 Móz 38:17 Erre így szólt: „Adj zálogot nekem, amíg megadod.”
1 Móz 38:18 Júda megkérdezte: „Mit kérsz magadnak zálogul?” Az így felelt: „A gyűrűdet, a karkötődet és a botodat, amelyet a kezedben tartasz.” Ő odaadta neki. Miután bement hozzá, az asszony fogant.
1 Móz 38:24 Három hónap múlva aztán jelentették Júdának: „Paráználkodott Támár, a menyed, és már meglátszik rajta, hogy viselős.” Júda erre azt mondta: „Vigyétek ki, és égessétek el!”
1 Móz 38:25 Amikor azonban ki akarták vinni a büntetésre, ezt üzente az apósának: „Attól a férfitól fogantam, akié mindez: nézd meg, kinek a karkötője, gyűrűje és botja ez!”
1 Móz 38:26 Az megismerte, amit odaadott és így szólt: „Igazabb ő, mint én, mert nem adtam oda őt Sélának, a fiamnak!” Tönné azonban nem ismerte meg őt.
Majd feleségül vette a menyét, Támárt, aki ikerfiúkat szült neki: Perecet és Zerákhot.

## Júda törzse
Leszármazottai alkották Izrael 12 törzsének egyikét, akik a kánaáni honfoglaláskor Palesztina déli részét, a Holt-tengertől nyugatra eső vidéket kapták, Jeruzsálemtől délre.
Júda volt Dávid király, Dániel próféta és Jézus nevelőapjának az őse.